# Бакка, Карлос
Ка́рлос Арту́ро Ба́кка Аума́да (исп. Carlos Arturo Bacca Ahumada, 8 сентября 1986, Барранкилья) — колумбийский футболист, нападающий.

## Клубная карьера

### «Атлетико Хуниор»
Начинал играть в футбол в любительских клубах родного города Барранкильи. В 2007 году его заметили и пригласили в главную команду города — «Атлетико Хуниор» с которой он и подписал первый профессиональный контракт. На первых порах выступал в аренде в местном клубе «Барранкилья» (12 голов в 27 играх) и представителе венесуэльского второго дивизиона «Минервене» (12 голов в 29 матчах), вместе с которым выиграл путёвку в Примеру. В 2009 году в составе «Атлетико Хуниор» стал лучшим бомбардиром Кубка Колумбии, а спустя год стал чемпионом и лучшим бомбардиром колумбийской Апертуры. В 2011 году повторил оба достижения.
Выступление Бакки привлекло внимание многих европейских клубов. Московский «Локомотив» и «Кьево» были близки к подписанию контракта с колумбийцем, однако сделки сорвались. Карлос даже объявлял о том, что отправился в Россию, но москвичи приобрели Фелипе Кайседо.

### «Брюгге»
В январе 2012 года Карлос Бакка перешёл в бельгийский клуб «Брюгге». Сумма трансфера составила 2,5 миллиона евро.
Дебютировал 21 января, выйдя на замену вместо Лиора Рефаэлова на 68-й минуте, в матче, проигранном «Мехелену» со счётом 0:1. Первые три месяца боролся за место в основном составе.
15 апреля 2012 года впервые отличился в чемпионате, забил в ворота «Гента», однако «Брюгге» уступил 1:3. В последнем матче сезона оформил дубль в матче с «Кортрейком», что позволило его команде занять второе место и попасть в еврокубки.
В начале сезона 2012/13 стал получать больше игрового времени в связи с уходом Джозефа Акпала и доверием нового главного тренера Жоржа Лекенса. В январе 2013 года Бакка попросил отпустить его из «Брюгге», но две недели спустя подписал новый контракт с клубом до 2016. Стал лучшим бомбардиром чемпионата Бельгии, а чуть позже был признан лучшим футболистом.

### «Севилья»
10 июля 2013 года Бакка перешёл в «Севилью», подписав контракт до 2018 года с отступными в размере 30 миллионов евро.
Впервые отличился за новый клуб 26 июля в матче против «Барселоны» из Гуаякиля в рамках Евроамериканского кубка, а 1 августа забил «Младости» в Лиге Европы. Дебютировал в Ла Лиге 18 августа в игре с «Атлетико». 25 сентября оформил дубль в ворота «Райо Вальекано».
26 марта 2014 года стал известен тем, что дважды отличился в матче с лидером чемпионата «Реалом» на «Рамон Санчес Писхуан» и принёс своему клубу победу со счётом 2:1. Забил в четвертьфинале Лиги Европы против «Порту», что позволило «Севилье» пробиться дальше. Двумя неделями позже отличился в игре с «Валенсией», а в финале турнира реализовал пенальти в послематчевой серии с «Бенфикой» и стал победителем Лиги Европы.
27 мая 2015 года в финале Лиги Европы против «Днепра» оформил дубль и принес победу «Севилье» со счётом 3:2, сделав команду самым титулованным клубом этого турнира. Бакка тем самым «отомстил» «Днепру», который в 1/4 финала турнира выбил из розыгрыша его бывший клуб «Брюгге». Всего в розыгрыше Лиги Европы 2014/15 Бакка забил 7 мячей, поделив третье место в списке лучших бомбардиров.

### «Милан»
2 июля 2015 года Карлос Бакка перешёл в «Милан» за 30 миллионов евро. Первый гол за «Милан» забил 29 августа 2015 года в матче против «Эмполи». Первый дубль оформил 19 сентября 2015 года в матче против «Палермо». Первый хет-трик оформил 21 августа 2016 года в матче против «Торино».
Летом 2017 года перешёл на правах аренды в «Вильярреал».
В июле 2021 года руководство «Вильярреала» объявило о расторжение контракта с колумбийским футболистом.

## Статистика

### Клубная статистика
| Выступление      | Выступление      | Выступление      | Лига | Лига | Кубок страны | Кубок страны | Континентальные | Континентальные | Итого | Итого |
| Клуб             | Лига             | Сезон            | Игры | Голы | Игры         | Голы         | Игры            | Голы            | Игры  | Голы  |
| ---------------- | ---------------- | ---------------- | ---- | ---- | ------------ | ------------ | --------------- | --------------- | ----- | ----- |
| → Барранкилья    | Примера А        | 2006             | 27   | 12   | 0            | 0            | 0               | 0               | 27    | 12    |
| → Барранкилья    | Итого            | Итого            | 27   | 12   | 0            | 0            | 0               | 0               | 27    | 12    |
| → Минервен       | Примера дивисьон | 2007             | 29   | 12   | 0            | 0            | 0               | 0               | 29    | 12    |
| → Минервен       | Итого            | Итого            | 29   | 12   | 0            | 0            | 0               | 0               | 29    | 12    |
| → Барранкилья    | Примера А        | 2008             | 19   | 14   | 0            | 0            | 0               | 0               | 19    | 14    |
| → Барранкилья    | Итого            | Итого            | 19   | 14   | 0            | 0            | 0               | 0               | 19    | 14    |
| Атлетико Хуниор  | Примера А        | 2009             | 29   | 12   | 12           | 11           | 0               | 0               | 41    | 23    |
| Атлетико Хуниор  | Примера А        | 2010             | 32   | 18   | 0            | 0            | 2               | 0               | 34    | 18    |
| Атлетико Хуниор  | Примера А        | 2011             | 36   | 20   | 11           | 8            | 8               | 4               | 55    | 32    |
| Атлетико Хуниор  | Итого            | Итого            | 97   | 50   | 23           | 19           | 10              | 4               | 130   | 73    |
| Брюгге           | Про-лига         | 2011/12          | 10   | 3    | 0            | 0            | 0               | 0               | 10    | 3     |
| Брюгге           | Про-лига         | 2012/13          | 35   | 25   | 2            | 0            | 7               | 3               | 44    | 28    |
| Брюгге           | Итого            | Итого            | 45   | 28   | 2            | 0            | 7               | 3               | 54    | 31    |
| Севилья          | Примера          | 2013/14          | 35   | 14   | 1            | 0            | 16              | 7               | 52    | 21    |
| Севилья          | Примера          | 2014/15          | 37   | 20   | 3            | 1            | 16              | 7               | 56    | 28    |
| Севилья          | Итого            | Итого            | 72   | 34   | 4            | 1            | 32              | 14              | 108   | 49    |
| Милан            | Серия А          | 2015/16          | 38   | 18   | 5            | 2            | 0               | 0               | 43    | 20    |
| Милан            | Серия А          | 2016/17          | 32   | 13   | 1            | 1            | 0               | 0               | 33    | 14    |
| Милан            | Итого            | Итого            | 70   | 31   | 6            | 3            | 0               | 0               | 76    | 34    |
| Вильярреал       | Примера          | → 2017/18        | 35   | 15   | 3            | 1            | 6               | 2               | 44    | 18    |
| Вильярреал       | Примера          | 2018/19          | 33   | 6    | 3            | 3            | 7               | 2               | 43    | 11    |
| Вильярреал       | Примера          | 2019/20          | 19   | 2    | 4            | 3            | 0               | 0               | 23    | 5     |
| Вильярреал       | Примера          | 2020/21          | 23   | 5    | 3            | 1            | 9               | 3               | 35    | 9     |
| Вильярреал       | Итого            | Итого            | 110  | 28   | 13           | 8            | 22              | 7               | 145   | 43    |
| Гранада          | Примера          | 2021/22          | 17   | 0    | 2            | 1            | —               | —               | 19    | 1     |
| Гранада          | Итого            | Итого            | 17   | 0    | 2            | 1            | —               | —               | 19    | 1     |
| Атлетико Хуниор  | Примера А        | 2022             | 20   | 9    | 6            | 0            | —               | —               | 26    | 9     |
| Атлетико Хуниор  | Примера А        | 2023             | 45   | 19   | 2            | 2            | 1               | 0               | 48    | 21    |
| Атлетико Хуниор  | Примера А        | 2024             | 45   | 20   | 4            | 1            | 8               | 4               | 57    | 25    |
| Атлетико Хуниор  | Примера А        | 2025             | 19   | 4    | —            | —            | 1               | 0               | 20    | 4     |
| Атлетико Хуниор  | Итого            | Итого            | 129  | 52   | 12           | 3            | 10              | 4               | 151   | 59    |
| Всего за карьеру | Всего за карьеру | Всего за карьеру | 615  | 261  | 62           | 35           | 81              | 32              | 758   | 328   |

### В сборной
12 августа 2010 года дебютировал в составе сборной Колумбии. В товарищеском матче с Боливией Карлос вышел в стартовом составе и на 37-й минуте забил свой первый мяч за сборную.
| Команда  | Год   | Игр | Голы |
| -------- | ----- | --- | ---- |
| Колумбия |       |     |      |
| 2010     | 1     | 1   |      |
| 2012     | 1     | 1   |      |
| 2013     | 6     | 0   |      |
| 2014     | 7     | 4   |      |
| 2015     | 10    | 2   |      |
| 2016     | 13    | 5   |      |
| 2017     | 5     | 1   |      |
| 2018     | 9     | 2   |      |
| Всего    | Всего | 52  | 16   |

#### Голы за сборную
| №   | Дата            | Место                                                   | Соперник   | Голы | Результат | Турнир             |
| --- | --------------- | ------------------------------------------------------- | ---------- | ---- | --------- | ------------------ |
| 1.  | 11 августа 2010 | «Эрнандо Силес», Ла-Пас, Боливия                        | Боливия    | 1:0  | 1:1       | Товарищеский матч  |
| 2.  | 17 октября 2012 | «Метрополитано Роберто Мелендес», Барранкилья, Колумбия | Камерун    | 2:0  | 3:0       | Товарищеский матч  |
| 3.  | 31 мая 2014     | «Нуэво Гасометро», Буэнос-Айрес, Аргентина              | Сенегал    | 2:0  | 2:2       | Товарищеский матч  |
| 4.  | 10 октября 2014 | «Ред Булл Арена», Гаррисон, США                         | Сальвадор  | 2:0  | 3:0       | Товарищеский матч  |
| 5.  | 10 октября 2014 | «Ред Булл Арена», Гаррисон, США                         | Сальвадор  | 3:0  | 3:0       | Товарищеский матч  |
| 6.  | 14 ноября 2014  | «Крейвен Коттедж», Лондон, Англия                       | США        | 1:1  | 2:1       | Товарищеский матч  |
| 7.  | 26 марта 2015   | «Бахрейнский национальный стадион», Эр-Рифа, Бахрейн    | Бахрейн    | 1:0  | 6:0       | Товарищеский матч  |
| 8.  | 8 сентября 2015 | «Ред Булл Арена», Гаррисон, США                         | Перу       | 1:0  | 1:1       | Товарищеский матч  |
| 9.  | 24 марта 2016   | «Эрнандо Силес», Ла-Пас, Боливия                        | Боливия    | 2:0  | 3:2       | ЧМ-2018 (отбор)    |
| 10. | 29 марта 2016   | «Метрополитано Роберто Мелендес», Барранкилья, Колумбия | Эквадор    | 1:0  | 3:1       | ЧМ-2018 (отбор)    |
| 11. | 29 марта 2016   | «Метрополитано Роберто Мелендес», Барранкилья, Колумбия | Эквадор    | 3:0  | 3:1       | ЧМ-2018 (отбор)    |
| 12. | 7 июня 2016     | «Роуз-боул», Пасадина, США                              | Парагвай   | 1:0  | 2:1       | Кубок Америки 2016 |
| 13. | 25 июня 2016    | «Стадион Университета Финикса», Глендейл, США           | США        | 1:0  | 1:0       | Кубок Америки 2016 |
| 14. | 14 ноября 2017  | «Олимпийский спортивный центр Чунцина», Чунцин, Китай   | Китай      | 2:0  | 4:0       | Товарищеский матч  |
| 15. | 11 октября 2018 | «Раймонд Джеймс», Тампа, США                            | США        | 2:2  | 4:2       | Товарищеский матч  |
| 16. | 16 октября 2018 | «Ред Булл Арена», Гаррисон, США                         | Коста-Рика | 1:0  | 3:1       | Товарищеский матч  |

## Достижения

### Командные
Клубные
«Атлетико Хуниор»
- Чемпион Колумбии: 2010-II, 2011-II, 2023-II
- Вице-чемпион Колумбии: 2009-I

«Брюгге»
- Вице-чемпион Бельгии: 2011/12

«Севилья»
- Победитель Лиги Европы УЕФА (2): 2013/14, 2014/15

«Милан»
- Обладатель Суперкубка Италии: 2016

«Вильярреал»
- Победитель Лиги Европы УЕФА: 2020/21

Международные
Сборная Колумбии
- Бронзовый призёр Кубка Америки: 2016

### Личные
- Лучший бомбардир Чемпионата Колумбии: 2010 (Апертура) (12 мячей)
- Лучший бомбардир Кубка Колумбии: 2009 (11 мячей)
- Лучший бомбардир Чемпионата Бельгии: 2012/13 (25 мячей)
- Лучший игрок Чемпионата Бельгии: 2012/13